# Pekelné stroje
Pekelné stroje je fantasy trilogie americké autorky Cassandry Clare. Poslední díl trilogie by měl vyjít na začátku roku 2013. Tato série je spin-off série Nástroje smrti.
Příběh pojednává o šestnáctileté Tereze (Tesse) Grayové, která roku 1878, po smrti své tety, přijela do Londýna z New Yorku kvůli svému bratrovi. Brzy ale zjistí, že není obyčejný člověk a že svět není takový jaký myslela. Má zvláštní schopnosti, které chce využít člověk, který si nechává říkat Magister. Setkává se s tajemnými Lovci stínů, kteří jí berou do svého Institutu, kde postupně dostává odpovědi na své otázky. Mimo to se musí také vypořádat se svými city k panu Williamu Herondalovi a Jamesi Carstairsovi...

## Jednotlivé knihy
1. Mechanický anděl (anglicky Clockwork Angel) (v Americe vydáno 31. srpna 2010)
2. Mechanický princ (anglicky Clockwork Prince) (v Americe vydáno 6. prosince 2011)
3. Mechanická princezna (anglicky Clockwork Princess) (v Americe vydáno 19. března 2013)

Knihy byly vydané i na Slovensku a v České republice se začnou vydávat v roce 2015.

## Děj

### Mechanický anděl
Tessa se měla po příjezdu do Londýna setkat se svým bratrem Nathanielem. Do této doby si myslela, že je obyčejnou dívkou. Vyzvedávají si ji dvě ženy - paní Černá a paní Temná. Ty jí uvězní ve svém domě a snaží se jí donutit k tzv. přeměně. Tessa totiž dokáže měnit svou podobu jen na základě toho, že se dotkne nějakého předmětu patřící dané osobě, do které se chce přeměnit. Tím se napojí i na její vědomí. Vyhrožují ji, že mají jejího bratra a že ho zabijí pokud nebude spolupracovat. V den, kdy jí mají předat tajemnému Magisterovi, který ji chce pojmout za svou ženu, ji vysvobodí pohledný William (Will) Herondal a odvádí ji s sebou do Institutu. Zde se potkává s jeho parabataiem (spojení mezi Lovci stínů) Jamesem (Jem) Carstairsem. Ten trpí zvláštní nemocí a postupně umírá. Will zas od sebe všechny odhání a nepopiratelně něco skrývá. Tessa se od Lovců dozví, že je podsvěťankou, ale nikdo neví jakým druhem.
Magister se ale nevzdává a svými triky se snaží Tessy zmocnit. Lovcům stínů se podaří zachránit jejího bratra, ten je ale podvede a přivolá Magistera, který si přišel pro Tessu. Ta díky své moci donutí Magistera odejít. Je bláznivě zamilovaná do Willa, ten jí ale dává najevo, že Lovec stínů a podsvěťan spolu nemají žádné vážné vztahy.

### Mechanický princ
Tessa se snaží na Willa nemyslet. Každý pohled na něj jí působí bolest. Velmi se sblíží s Jemem se kterým tráví veškerý svůj volný čas. Po událostech z prvního dílu dostane vedoucí Institutu Charlotte a Henry od rady Společenství lhůtu 14 dnů na najití Magistera. Jinak o Institut přijdou. Všichni se ho snaží vypátrat. Najdou spojení mezi Lovkyní stínů Jessamin a Tessiným bratrem Nathem. Zjistí že se spolu tajně oddali a že Jassamin zradila Institut a předávala informace Magisterovi.
Tessa se dozví, že nejen že její otec byl démon, ale že její matka by snad mohla být Lovkyní stínů. To je prý ale údajně nemožné. Její vztah s Jemem přeroste v něco víc a Jem ji požádá o ruku. Zlomená Tessa neváhá příliš dlouho a nabídku přijímá. Will se mezitím snaží s pomocí Magnuse Bane najít démona, který ho před pěti lety proklel. Myslí si, že každý kdo ho miluje, zemře. Proto utekl od své rodiny a proto všechny odstrkuje. Hlavně Tessu, kterou miluje. Dozví se, že démon mu lhal a on se stranil lásky zbytečně. Bohužel přijde za Tessou pro odpuštění pozdě. Ta nemůže zradit Jema, který je drogově závislý a umírá.
Tessin bratr při střetu s Lovci stínů umírá. Nakonec se Tesse omluví za svou zradu. Přizná se ještě k tomu, že nebyl její bratr, ale bratranec. Zdá se, že Institut zůstane Charlotte pevně v rukou a Tessa tak může zůstat v Institutu. Po večeři se rozezní zvon a vchází mladá dívka - Willova sestra Cecily, která se chce stát Lovkyní stínů.

### Mechanická princezna
Cecily se snaží přimět Willa k návratu domů, ten to ale odmítá a neustále se trápí pro Tessu i svého parabataie. Jemova droga dochází a všichni se snaží najít lék. Tessa se snaží být Jemovi oporou, ale ze snů stále volá Willovo jméno.
Magister se svými stroji napadne Institut a unáší Tessu. Jem, který se snažil ji chránit, díky velké ztrátě krve bojuje z posledních sil o život. Dovídá se pravdu o tom, že Will také Tessu miluje a vysílá ho, aby ji našel. Konzul se snaží bratry Lightwoodovi přimět, aby špěhovali Charlotte a on ji pak mohl sesadit. Po Willově odjezdu se Jem rozhoduje, že je smířen s tím, že zemře. Lovci jsou varováni, že Tessa je v rukou Magistera zbraň, která má zničit všechny lovce stínů.
Magister potřebuje, aby se Tessa proměnila na jeho mrtvého adoptivního otce, který vyrobil první pekelné stroje a aby se dostal k tajemství, jak propojit železná monstra s démony. To se mu nakonec podaří. Charlotte je odvolána z vedení Institutu. Na vlastní pěst se s pomocí Magnuse vydávají portálem za Mormainem a Tessou. Tessa se dovídá celou pravdu o svém původu. Je na půl lovec stínů a napůl démon. Bude žít věčně, nezabijí ji runy a může mít děti. Zatím co bojuje se dovídá že Jem neumřel , ale stal se Mlčenlivým bratrem Zachariášem a neumře. Dovídá se, že v jejím přívěsku anděla je opravdu uvězněn anděl Ithuriel, který ji vždy chránil a když už vypadá vše beznadějně a že je konec, Tessa vezme na sebe jeho podobu a Magistera zabije. Pak se vezme s Willem , který je však smrtelný. Mnoho let po té Jem najde způsob jak víc nebýt Bratrem Zachariášem a bude s Tessou.

## Postavy
Theresa "Tessa" Grayová

Tessa je šestnáctiletá mladá dáma, která pochází z New Yorku. Má hnědé vlasy a oči. Má bratra Nathaniela. Patří k podsvěťanům - nejspíš čarodějům. Dokáže měnit svou podobu. Je zamilovaná do Willa Herondala, zároveň má ráda i Jema Carstairse. Poté, co jí Will zlomí srdce se zasnoubí s Jemem.
William "Will" Owen Herondale

Will je zkušený Lovec stínů. Jeden z nejlepších. Má tmavé vlasy a k ostatním lidem se nechová moc dobře. Věří, že je prokletý a proto se straní lidí. Jeho parabataiem je Jem. Je zamilovaný do Tessy.
James "Jem" Carstairs/Ke Jian Ming

Jem byl vychován v Šanghajském Institutu, který řídili jeho rodiče, a žil zde až do jejich vraždy. Démon mučil Jemovi rodiče tím, že ho krmil démoním jedem. Jem se stal závislým na démoním jedu (droga "yin fen"), bez něj není schopen přežít a zároveň ho jed pomalu zabíjí. Byl přesunut do Londýnského Institutu. Poprvé se setkal sTessou, v nopci, když šla zjistit, kdo hraje na housle. Později se dozví, že Will Tessu miluje, a dá mu své požehnání. Umírá v důsledku nedostatku drogy, zachrání se tím, že se stane Mlčenlivým bratrem Zachariášem. Jako bratr Zachariáš, na rozdíl od ostatních Mlčenlivých bratrů má stále vlasy, oči a nemá zašitá ústa. To vzhledem k tomu, že měl v sobě příliš yin fen, který bránil použít všechny runy Mlčenlivých bratří. Will ho samozřejmě vyhledával dál, nedokázal si život bez Jema představit. Jako Bratr Zachariáš, se setkává s Tessou jednou ročně na mostu Černých bratří v Londýně (Blackfriars Bridge). Jako bratr Zachariáš často mluví o Herondaleově rodině a také kontroluje Jace, když je v něm nebeský oheň. Zjistí, že se stále milují a dohodnou se prozkoumat svět společně, dokonce se vezmou znovu na mostě Blackfriars. Kde jsou jako hosté přítomni Will jako duch stejně jako Jessamine, Jace, Clary, Simon, Isabelle, Magnus, Alec, zřejmě Blackthornovi a Emma, kocour Kostelník.